# Kramerhof
Kramerhof är en kommun och ort i Landkreis Vorpommern-Rügen i förbundslandet Mecklenburg-Vorpommern i Tyskland.
I kommunen finns orterna Klein Kedingshagen, Groß Kedingshagen, Vogelsang, Groß Damitz, Kramerhof och Parow.
Kommunen ingår i kommunalförbundet Amt Altenpleen tillsammans med kommunerna Altenpleen, Klausdorf, Groß Mohrdorf, Preetz och Prohn.